# American Antiquity
American Antiquity (AAQ) — рецензируемый ежеквартальный журнал, ведущее издание в области археологии Северной Америки; он посвящен археологии Нового Света, ее методам и теории, и связанной проблематике. Выходит под эгидой Общества американской археологии (Society for American Archaeology), одним из главных журналов которого является.
Среди членов редколлегии Barbara Voss, Paulette Steeves, Maria Franklin, Michael Blakey (anthropologist).
До 2004 года редактором являлся Тим Колер.